# Izolátor

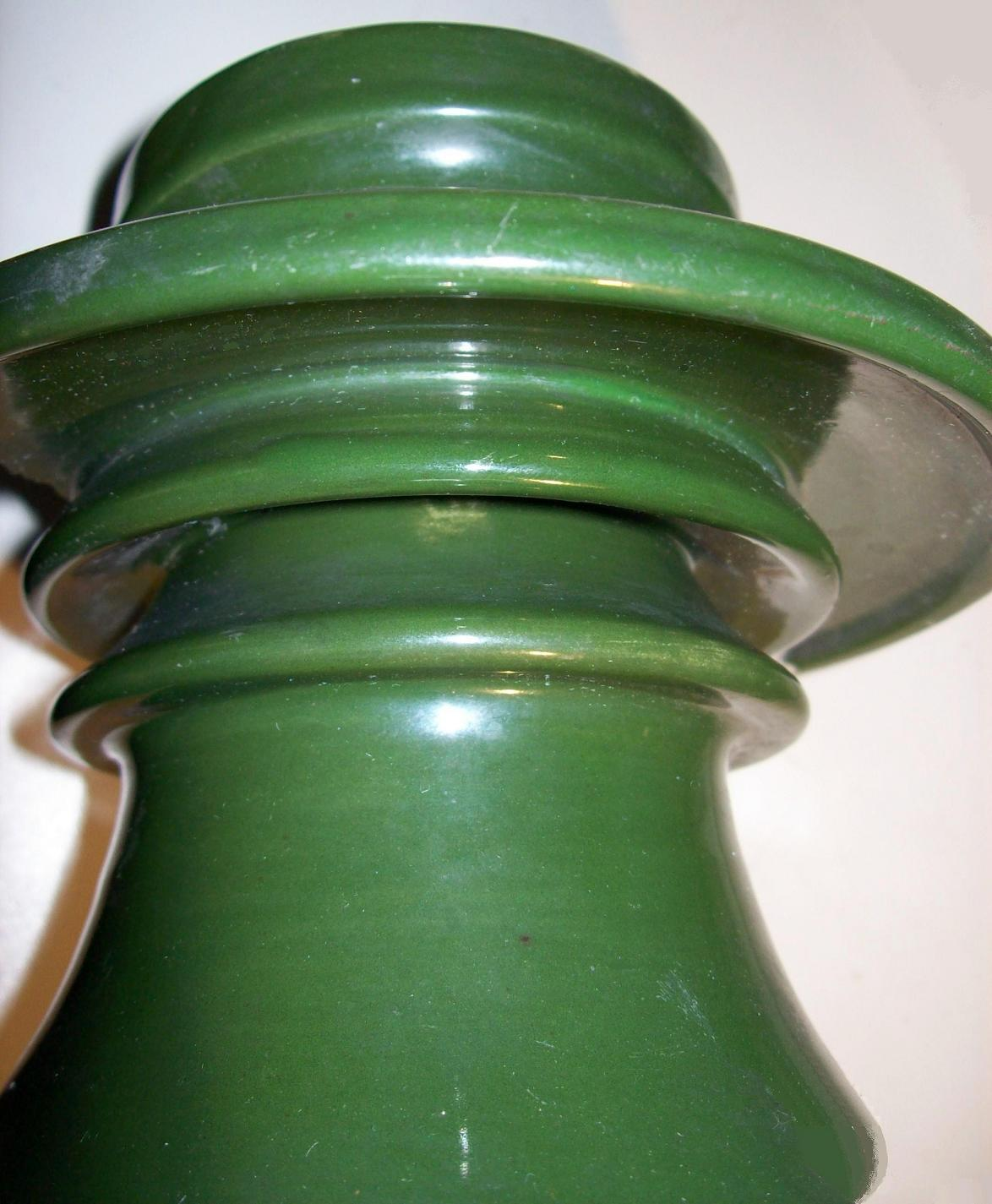
Roubíkový izolátor VN

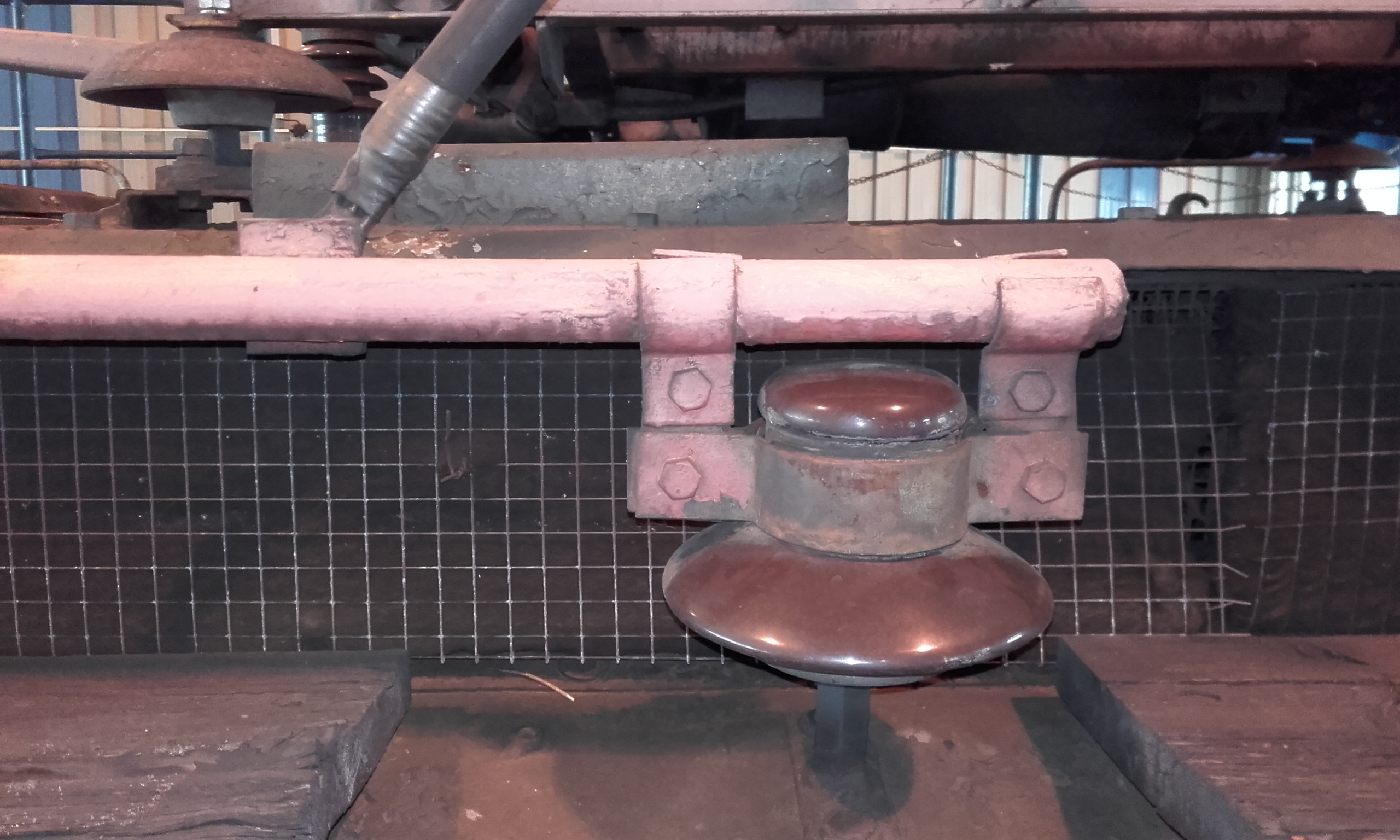
podpěrný izolátor z lokomotivy

Izolátor je elektrotechnická součástka. Je to mechanický díl jehož hlavní funkční část je izolant (elektricky nevodivý materiál), který slouží k vzájemnému elektrickému oddělení (odizolování) konstrukčních částí elektrických zařízení o rozdílném potenciálu (napětí), současně umožňuje přenos mechanických sil mezi konstrukčními částmi. Tvar, velikost a provedení izolátoru závisí na konkrétním použití a dále na prostředí ve kterém je použit. S velikostí rozdílů potenciálů rostou rozměry izolátoru a roste počet případných sukýnek (stříšek). Nesmí být překročena intenzita elektrického pole uvnitř v tělese izolátoru, musí být dostatečně dlouhá a přerušená povrchová cesta na vnějším plášti izolátoru a tím zabráněno přeskoku po povrchu. Sukýnky prodlužují povrchovou dráhu a brání vodě a nečistotám vytvářet souvislou vrstvu. Povrch izolátoru musí být hladký aby nevznikaly plíživé proudy po povchu izolátoru.

## Druhy izolátorů
Izolátory se podle způsobu uchycení dělí na:
- podpěrné izolátory - jsou namáhány tahem vodiče a tíhou vodiče, který na nich upevněn. Provedení roubíkové, kladkové nebo válcové.
- závěsné (tahové) izolátory - jsou namáhány jen tahem vodiče. Tahový izolátor je vložen mezi pevný bod a volný konec vodiče nebo mezi dva volné konce vodiče. Vyráběny jsou jako monoblok, který může být hladký se sukýnkami nebo sukýnky tvoří šroubovici (spirelky). Často jsou na vysokých napětí používány skládané řetězce izolátorů (čapkové izolátory). Na každý jednotlivý izolátor je natmelena z jedné strany pánvička a z druhé strany palička. Do pánvičky se zasouvá palička sousedního izolátoru v řetězci a tím se spojují do řetězce. Zvláštním typem jsou vejčité izolátory, u kterých je izolant namáhán jen tlakem a proto snáší velmi velké mechanické namáhání při malých rozměrech. Vejčité izolátory jsou vkládány jako izolace mezi dva volné konce vodičů antén a zemních kotev.
- průchodkové izolátory - umožňují izolovaný průchod vodiče částí o jiném potenciálu, například uzemněnou nádobou transformátoru nebo stěnou rozvodny. Zvláštním provedením jsou kondenzátorové průchodkové izolátory, jejich dielektrikum je složeno z mnoha vrstev izolantu a vodivé fólie. Fólie nejsou vzájemně spojeny. Elektrické pole ve vrstvách izolantu je rozloženo rovnoměrně, nedochází k sršení a celý kondenzátorový průchodkový izolátor je menší v porovnání s klasickým.

Izolátory musí vyhovět elektricky i mechanicky. Především musí snášet provozní mechanické namáhání i námáhání dynamickými silami, které vznikají mezi vodiči při zkratech.
Izolátory bývají vyrobeny z různých materiálů, nejčastěji se jedná o porcelán, sklo, skelné vlákno, kompozitní materiály, plast a další.

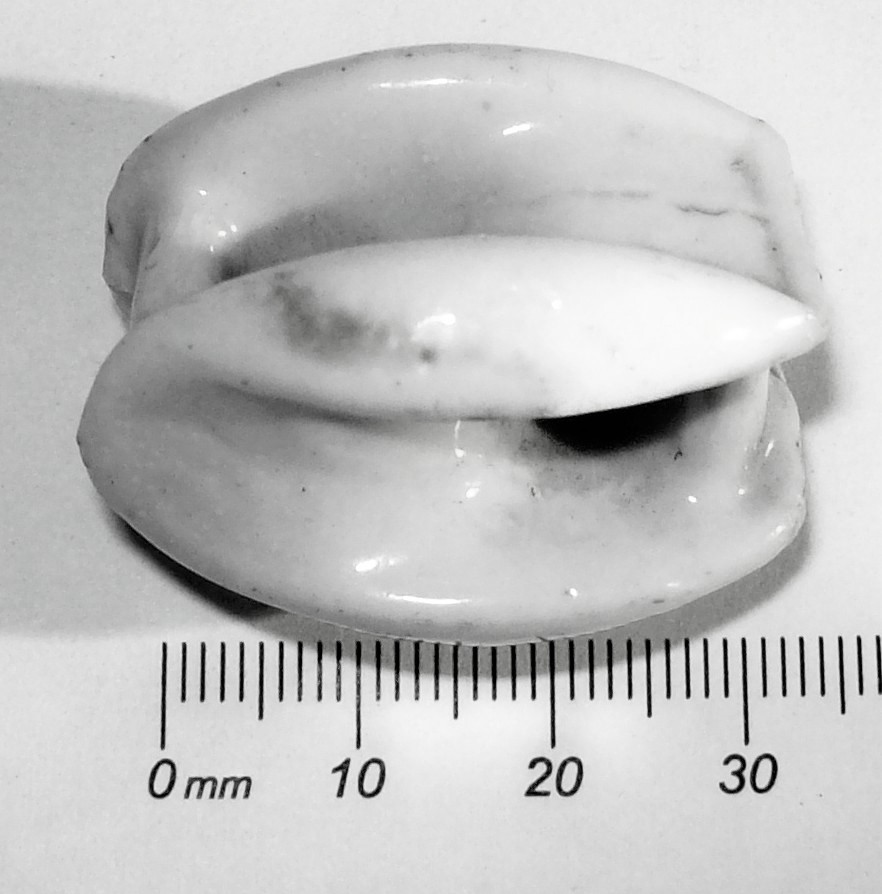
Vejčitý izolátor